# Ethnographisches Bildarchiv des Frobenius-Instituts
Das ethnographische Bildarchiv des Frobenius-Instituts in Frankfurt ist eine weltweit angelegte Dokumentation zu materieller Kultur, Kunst und Architektur, zum rituellen Leben, zur Ökonomie. Der Gesamtbestand umfasst gegenwärtig fast 30.000 historische Illustrationen aus fünf Kontinenten, wobei der regionale Schwerpunkt Afrika dominiert. Der überwiegende Teil des Materials wurde von eigens engagierten Zeichnern während der zahlreichen Expeditionen des Frobenius-Instituts in den Jahren 1904 bis 1965 angefertigt. Die ältesten Sammlungsbestandteile stammen aus der ersten Hälfte des 19. Jahrhunderts.

## Schwerpunkte der Sammlung
Die Schwerpunkte der spezialisierten Bildersammlung liegen bei materieller Kultur, Kunst und Architektur, dem rituellen Leben, der Ökonomie. Der einzigartige Bestand ist das Ergebnis einer institutionellen Sammel- und Dokumentationstätigkeit, die 1898 begann und 1938 nach dem Tod des Institutsgründers, Leo Frobenius, fortgeführt wurde. Zu den Besonderheiten der von Frobenius geleiteten Forschungsexpeditionen zählt der große Wert, der auf visuelle Dokumentationsformen gelegt wurde. Begleitet von einem Team von Ethnografen, Zeichnern und Fotografen und geleitet von der Vorstellung, dass die alte Kultur Afrikas zwangsläufig dem Untergang geweiht sei, versuchte er das alte Afrika möglichst flächendeckend und systematisch zu dokumentieren. Zum Teil namhafte Künstler wie Carl Arriens, Hans Martin Lemme, Alf Bayrle oder Albert Hahn schufen so eine im europäischen Raum einmalige Sammlung von Bilddokumenten. Ergänzt wurden die Bestände durch Schenkungen und Ankäufe weiterer Sammlungen. Die frühesten Bilddokumente stammen aus der ersten Hälfte des 19. Jahrhunderts.

## Sammlungsbestände
Das ethnographische Bildarchiv setzt sich aus folgenden Teilbeständen zusammen:
1. Die eigentliche Bildersammlung mit über 8.700 Originalzeichnungen, Tusche und Bleistiftskizzen, Aquarellen, Gouachen, Ölbildern und Fotografien unterschiedlichen Formats (18x25, 25x35, 30x40, 48x65, 70x95 cm). Die Bilder betreffen regional vorrangig Afrika, Ozeanien und Australien. Bestandteile dieser Sammlung sind auch historische Illustrationen indigener Künstler aus den jeweiligen Forschungsregionen.
2. Die Bildkartei: knapp 20.000 Bilder einer nach 96 Themenbereichen (von Architektur bis Wurfeisen) gegliederten, kleinformatigen Bildkartei. Überwiegend handelt es sich um künstlerisch hochwertige Originalzeichnungen (vor allem Tusche, Bleistift, Rötel) von materieller Kultur, Kunst, Architektur und Körperdekoration, die umfassend regionale Spezifika wie lokal-historischen Wandel dokumentieren.
3. Sechs kleinere,  bedeutende Sondersammlungen, u. a. Originalzeichnungen aus der Mitte des 19. Jahrhunderts der  Afrikareisenden Georg Schweinfurth und Hyacinthe Hecquard (1814–1866) sowie des Malers Johann Martin Bernatz.

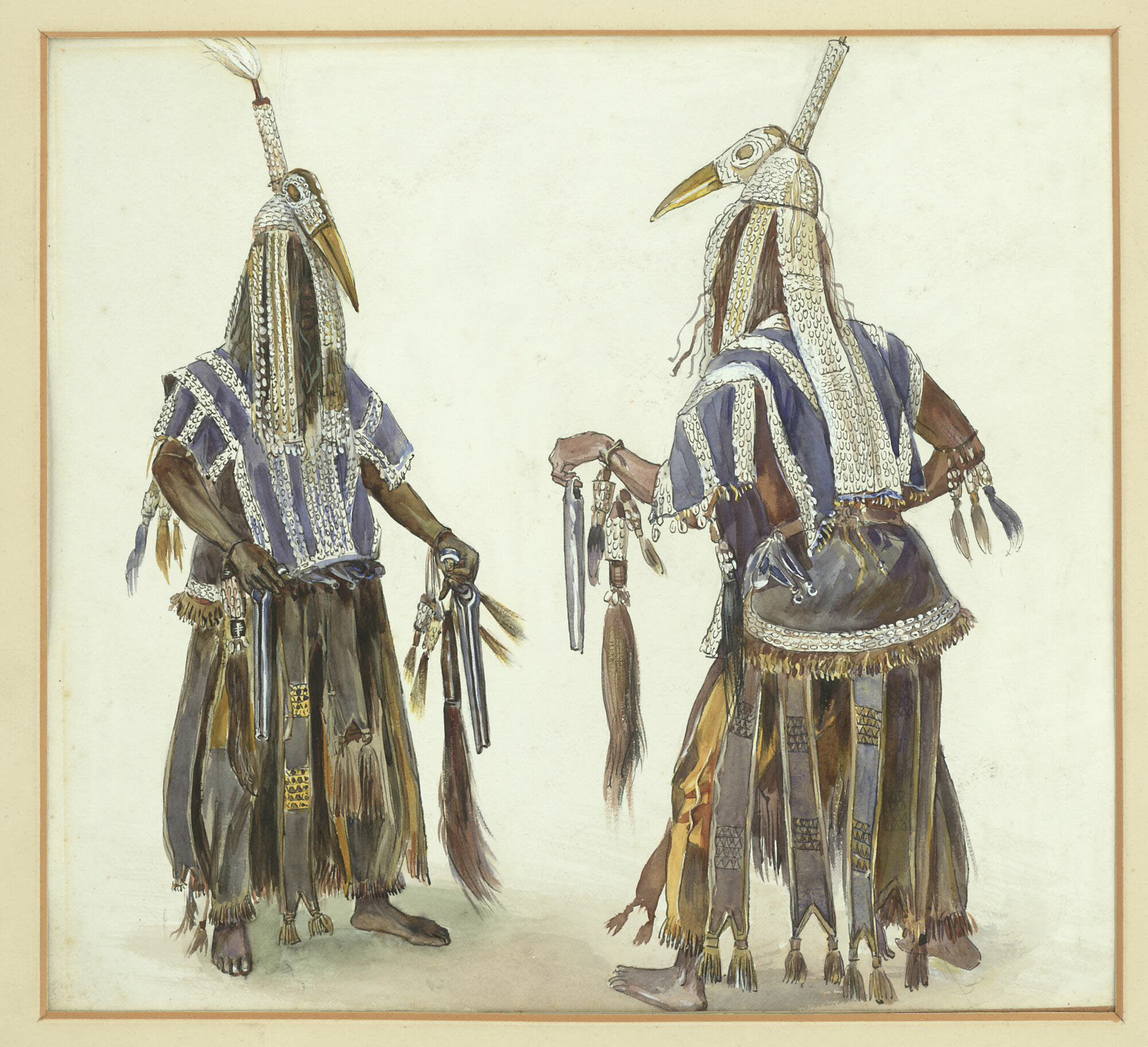
Fritz Nansen: Zwei Maskentänzer mit Vogelmasken (Burkina Faso, 1907–1909)
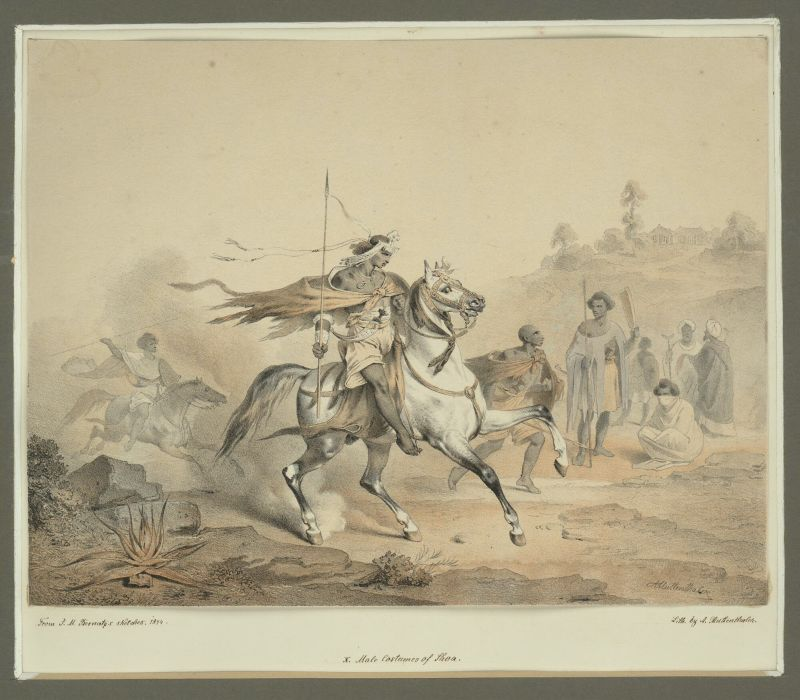
Johann Martin Bernatz: Männlicher Reiter in Shoa (Äthiopien, 1937)
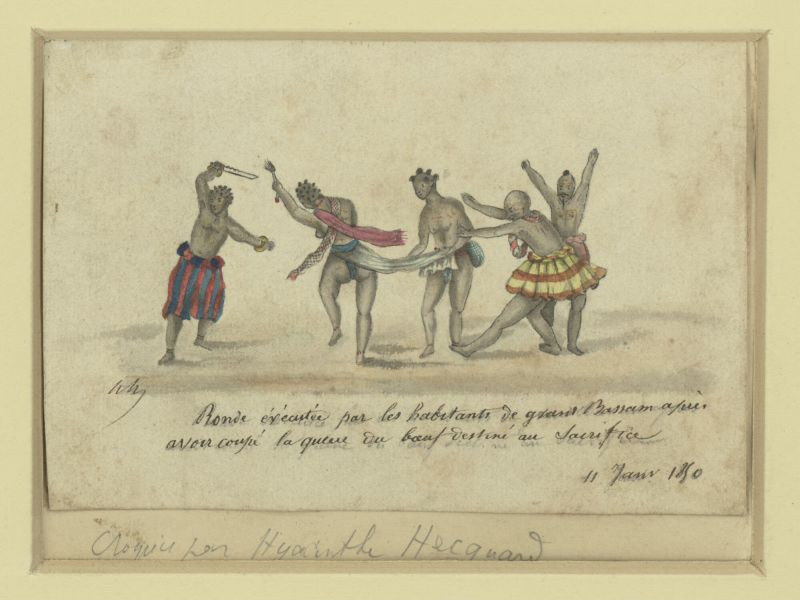
Hyacinthe Hecquard: Tanz, Grand-Bassam (Elfenbeinküste, 1850)
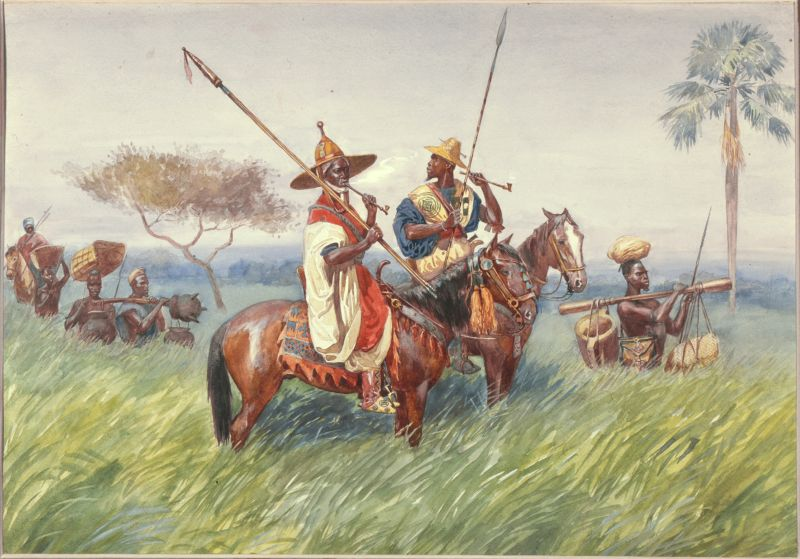
Carl Ariens: Bamum auf dem Marsch (Kamerun, 1910–1912)
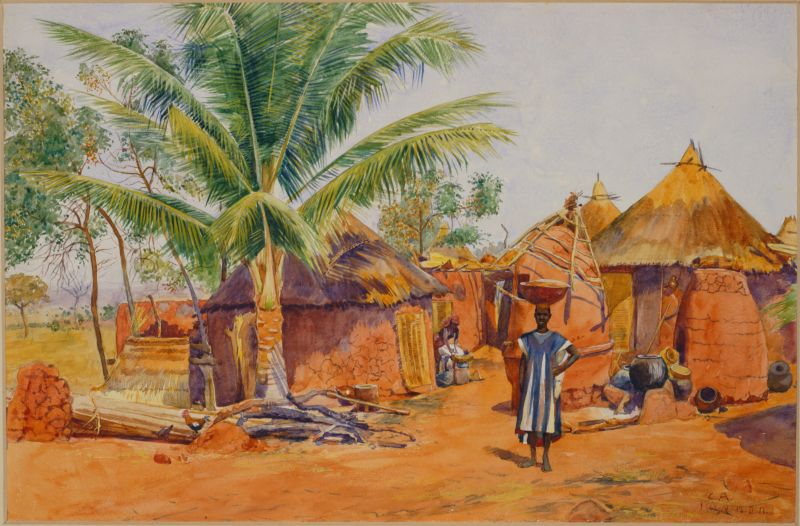
Carl Ariens: Gehöft in Mokwa (Nigeria, 1911)

## Relevanz der Sammlung
Die ethnographische Bildersammlung des Instituts war von jeher Gegenstand eines regen wissenschaftlichen wie künstlerischen Interesses. Anders als noch zu Frobenius’ Zeiten, der die Bildersammlung anlegte, um seine (schon damals umstrittenen) kulturmorphologischen Theorien zu bestätigen, ist das Bildmaterial heute für eine visuelle Ethnologie wertvoll, die jedes Bilddokument in seinem historischen und kulturellen Kontext verortet und es zusammen mit den verfügbaren schriftlichen Quellen und – ergänzt durch eine kritische Hinterfragung des Entstehungskontextes – in seinen Gesamtzusammenhängen zu analysieren sucht.
Ausstellungen des Bildmaterials gab es unter anderem 2008 in Musée National in Ouagadougou, Burkina Faso sowie 2010 bis 2011 in Abuja sowie fünf weiteren nigerianischen Städten.
In den Jahren 2006–2009 wurden die Bestände im Rahmen des DFG-Projekts Digitalisierung und Erschließung der Ethnographischen Bildersammlung des Frobenius-Instituts neu bearbeitet.